# The Best (groupe)
Pour les articles homonymes, voir Best et The Best.
The Best était un supergroupe éphémère anglo-américain formé à Londres en 1990. Il compta pour membres Keith Emerson (Emerson, Lake & Palmer ) aux claviers, John Entwistle (The Who ) à la basse et au chant, Joe Walsh (Eagles) à la guitare et au chant, Jeff Baxter ( Steely Dan, The Doobie Brothers ) à la guitare et Simon Phillips (batteur entre autres de Jack Bruce, Jeff Beck puis plus tard Toto ) .
The Best a également eu pour membres Rick Livingstone (chant), les frères Hamish, Angus et Fergus Richardson du groupe australien Brother (en) (chœurs) et Zak Starkey (batterie).
Le groupe n'a effectué qu'un seul concert, à Yokohoma, le 26 septembre 1990. Dans une interview datant de 1994 et publiée sur le site des Who, John Enthwisle déclare qu'une tournée américaine était prévue, mais qui n'a jamais vu le jour.

## Liens
- [vidéo] « The Best / Bodhisattva », sur YouTube
- [vidéo] « The Best / Fanfare for the Common Man », sur YouTube
- [vidéo] « The Best / Reelin' in the Years », sur YouTube